# Mira (Venetien)
Mira ist eine Gemeinde mit 37.613 Einwohnern (Stand 31. Dezember 2023) in der Metropolitanstadt Venedig in der Region Venetien in Italien.
Sie bedeckt eine Fläche von 98,91 km² und liegt im Gebiet der Riviera del Brenta. Die Nachbargemeinden von Mira sind Campagna Lupia, Dolo, Mirano, Pianiga, Spinea und Venedig.
Auf dem Gebiet der Gemeinde befindet sich die Villa Foscari genannt La Malcontenta.  Die Villa wurde zwischen 1550 und 1560 nach Plänen des italienischen Architekten Andrea Palladio erbaut. Sie ist Teil des Weltkulturerbes Altstadt von Vicenza und Villen Palladios in Venetien.

## Söhne und Töchter
- Giuseppe Carraro (1899–1980), römisch-katholischer Geistlicher, Bischof von Verona

|  |  |